# Центральноевропейская женская баскетбольная лига
Центральноевропейская женская баскетбольная лига, ЦЕЖБЛ (англ. Central Europe Women League) — баскетбольная лига, объединяющая клубы Центральной Европы.
26 июля 2007 года в Братиславе по инициативе представителей Словакии и Чехии была создана Лига при участии Австрии, Венгрии и Польши, которая стала дополнением к национальным чемпионатам.
В первом сезоне выступало двенадцать команд из 5 стран. В дальнейших розыгрышах команд становилось меньше, в сезоне 2013/14 участвуют 5 команд из 4 стран.
Штаб-квартира в  Праге

## Формат турнира
Турнир проводится в два этапа
1) предварительный — команды играют между собой по круговой системе дома и на выезде;
2) финал четырёх — проводится на площадке одного из клубов по системе плей-офф.

## Призёры
| Год  | Финал четырёх      | Финал                   | Финал | Финал                      | Матч за 3-е место           | Матч за 3-е место | Матч за 3-е место                      |
| Год  | Финал четырёх      | Победитель              | Счёт  | Финалист                   | Бронзовый призёр            | Счёт              | 4-е место                              |
| ---- | ------------------ | ----------------------- | ----- | -------------------------- | --------------------------- | ----------------- | -------------------------------------- |
| 2008 | Банска Быстрица    | Славия Банска Быстрица  | 67:63 | Локомотив Карловы Вары     | Инпек Бонас Нитра           | 78:59             | УТЕКС Ров Рыбник                       |
| 2009 | Карловы Вары       | Инпек Бонас Нитра       | 86:67 | Валосун Брно               | Локомотив Карловы Вары      | 88:58             | БК 99 Прешов                           |
| 2010 | Прешов             | Кара Трутнов            | 66:65 | ПУ Бемако Прешов           | Баскет Стил Словакия Кошице | 89:74             | ЖБК Сату-Маре Сату-Маре                |
| 2011 | Арад               | Юнив. Голдис ИСИM Арад  | 62:50 | ПУ Бемако Прешов           | Кара Трутнов                | 80:65             | Флайинг Фоксес Вена                    |
| 2012 | Вассербург-на-Инне | Кара Трутнов            | 82:76 | Баскет ИСИМ Арад           | ЖБК Сату-Маре Сату-Маре     | 87:86             | ТСВ 1880 Вассербург Вассербург-на-Инне |
| 2013 | Брно               | Юнив. Голдис ИСИM Арад  | 85:58 | ДКСК Мишкольц              | Валосун Брно                | 89:78             | Кара Трутнов                           |
| 2014 | Алба-Юлия          | ЖБК Алба-Юлия Алба-Юлия | 69:59 | Юнив. Голдис ИСИM Арад     | Флайинг Фоксес Вена         | 74:61             | Пьештянские чайки Пьештяни             |
| 2015 | Нимбурк            | Юнив. Голдис ИСИM Арад  | 75:68 | ЖБК Алба-Юлия Алба-Юлия    | Пьештянские чайки Пьештяни  | 71:64             | Баскетбол Нимбурк Нимбурк              |
| 2016 | Ружомберок         | ЖБК Алба-Юлия Алба-Юлия | 71:55 | Флайинг Фоксес Вена        | Кара Трутнов                | 74:61             | ЖБК Ружомберок Ружомберок              |
| 2017 | Брно               | Валосун Брно            | 65:53 | Пьештянские чайки Пьештяни | Флайинг Фоксес Вена         | 76:71             | ЖБК Острава Острава                    |